# Cratere Boguslawsky
Boguslawsky è un cratere lunare di 94,59 km situato nella parte sud-orientale della faccia visibile della Luna.
Il cratere è dedicato all'astronomo tedesco Palm Heinrich Ludwig von Boguslawski.

## Crateri correlati
Alcuni crateri minori situati in prossimità di Boguslawsky sono convenzionalmente identificati, sulle mappe lunari, attraverso una lettera associata al nome.
| Boguslawsky | Coordinate            | Diametro (in km) |
| ----------- | --------------------- | ---------------- |
| A           | 74°24′36″S 43°34′12″E | 8,19             |
| B           | 73°58′48″S 61°07′12″E | 63,47            |
| C           | 70°59′24″S 27°42′00″E | 34,48            |
| D           | 72°51′36″S 47°24′36″E | 22,4             |
| E           | 74°18′36″S 54°19′48″E | 14,61            |
| F           | 75°25′12″S 52°58′12″E | 31,05            |
| G           | 71°28′48″S 34°21′00″E | 20,46            |
| H           | 72°49′12″S 29°03′36″E | 21,13            |
| J           | 72°05′24″S 28°24′00″E | 34,73            |
| K           | 73°28′12″S 50°21′00″E | 46,43            |
| L           | 70°40′48″S 36°28′12″E | 21,93            |
| M           | 70°27′00″S 34°50′24″E | 8,09             |
| N           | 73°51′36″S 32°52′48″E | 27,45            |